# Küssen verboten (Lied)
Küssen verboten ist ein Lied der deutschen A-cappella- und Popband Die Prinzen aus dem Jahr 1992.

## Entstehung und Veröffentlichung
Das Lied wurde von den beiden Prinzen-Mitgliedern Sebastian Krumbiegel und Tobias Künzel sowie Annette Humpe geschrieben beziehungsweise komponiert. Humpe zeichnete zudem für die Produktion verantwortlich.
Küssen verboten erschien am 28. September 1992 als Teil des gleichnamigen zweiten Studioalbums bei Hansa Records. Im gleichen Jahr wurde es auch als Singleauskopplung aus dem Album veröffentlicht. Diese erschien als 7″-Single mit der B-Seite Allein gemacht sowie als CD-Maxi-Single, die um eine erweiterte Fassung zu Mein Fahrrad sowie einen Remix erweitert wurde.

## Inhalt
Das Lied handelt vom Kussverbot. Das männliche lyrische Ich will von seinem weiblichen Gegenüber „nicht so nah“ an sich herangelassen werden und nicht geküsst werden. Es beschreibt eine Situation, als er sieben Jahre alt war und noch in der Schule, wo seine Mitschülerin Jule total in ihn verknallt gewesen sei, ihm auf dem Nachhauseweg hinterher ging und in der Pause tagsdarauf noch viel mehr wollte.

„Küssen verboten (küssen verboten)

Küssen verboten (streng verboten)

Keiner, der mich je gesehen hat, hätte das geglaubt

Küssen ist bei mir nicht erlaubt.“

## Musikvideo
Das Musikvideo zeigt mehrere fiktionale Verkehrsverbotschilder (Typ Zeichen 250) mit einem schwarzen Frosch mit Krone. Dieser ist auch auf dem Frontcover des Albums Küssen verboten zu sehen. Sebastian Krumbiegel als Frontsänger spielt den Dirigenten, die Bandmitglieder stehen am Schlagzeug. Sie stehen vor einen Stromkraftwerk. Bis November 2023 zählte das Video über 4,1 Millionen Aufrufe auf der Videoplattform von YouTube.

## Charts und Chartplatzierungen
| ChartsChartplatzierungen | Höchstplatzierung | Wochen |
| ------------------------ | ----------------- | ------ |
| Deutschland (GfK)        | 17 (23 Wo.)       | 23     |